# Point Nepean

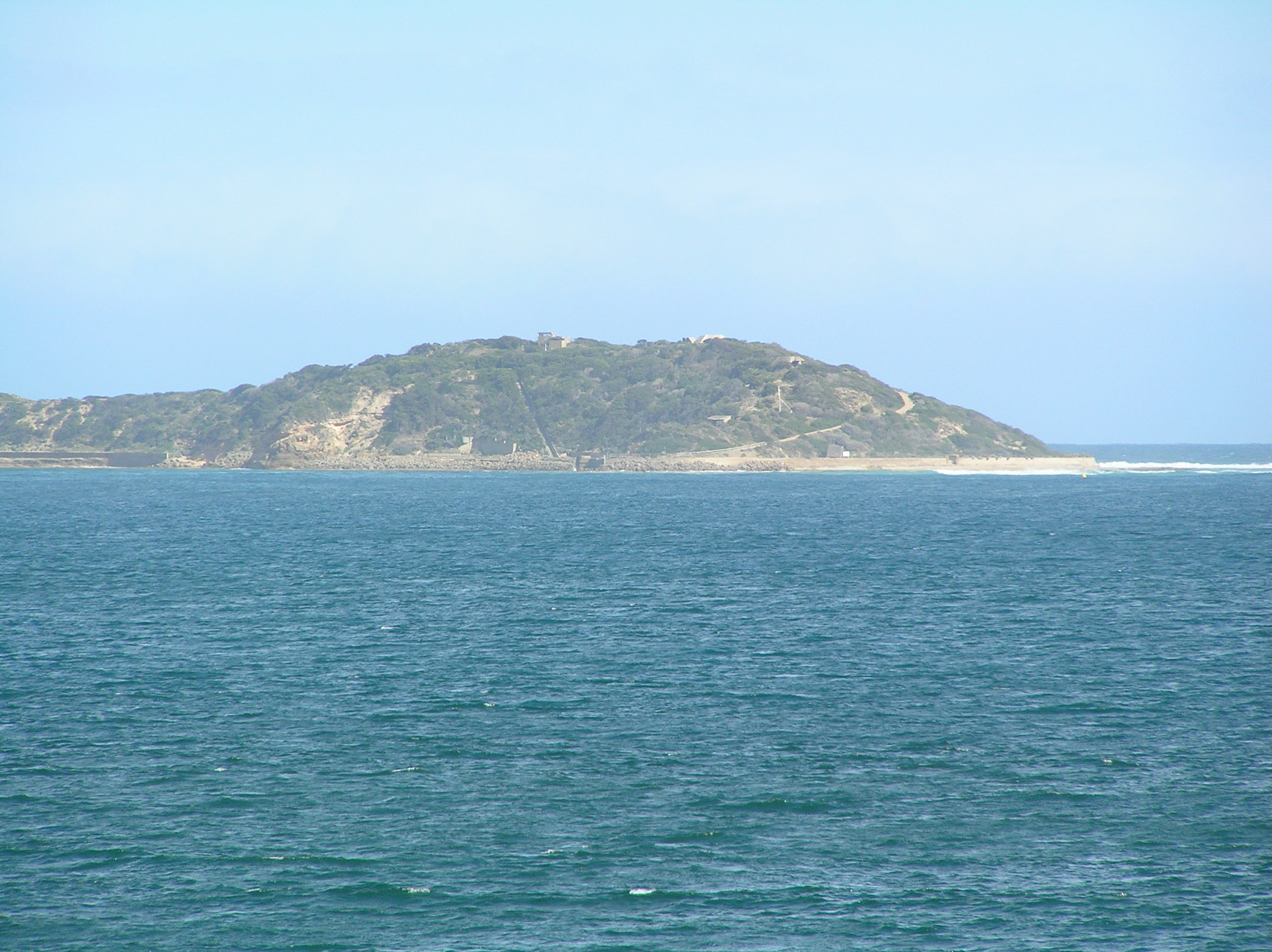
Vista de Point Nepean a partir de Queenscliff

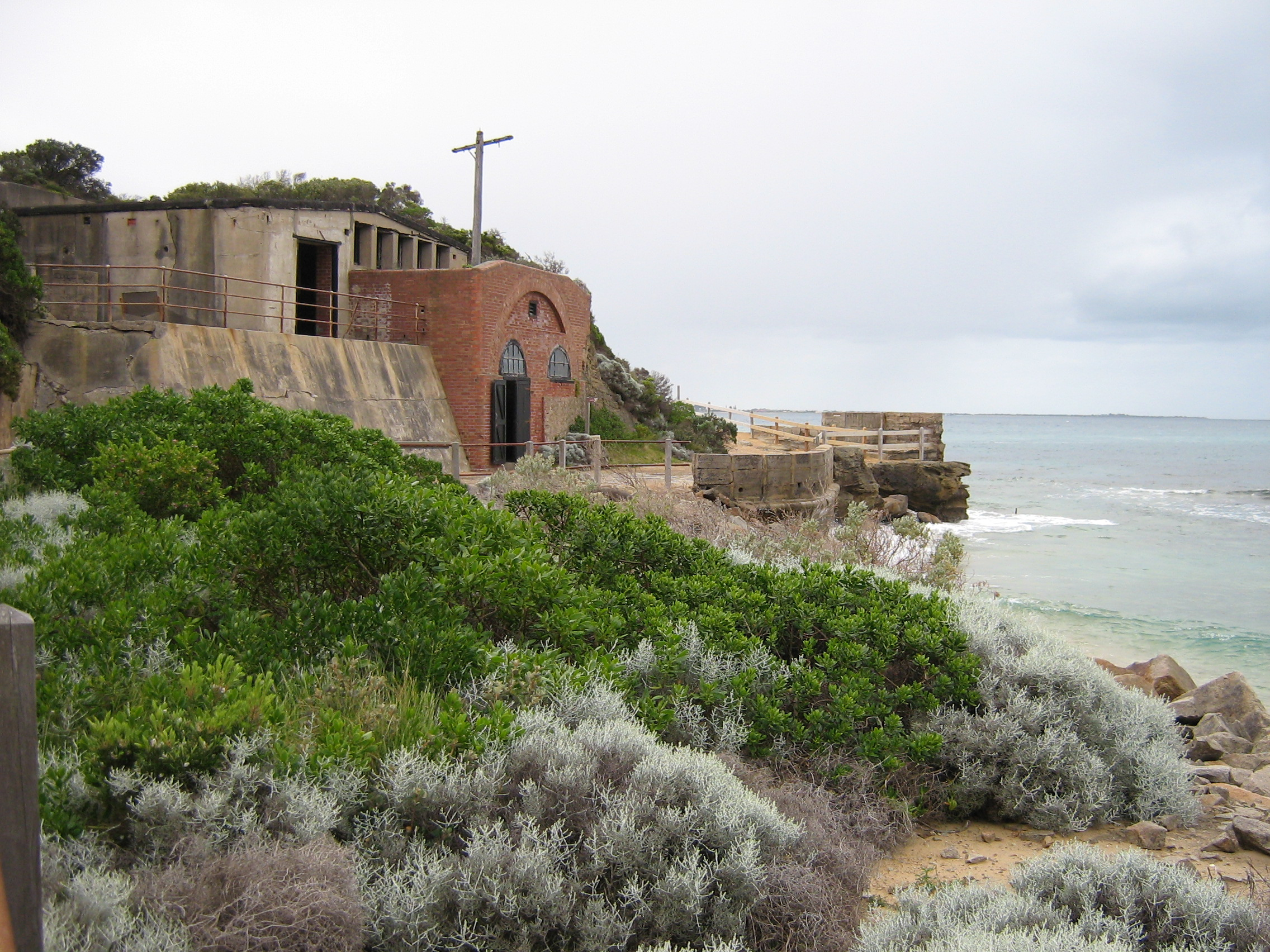
Ruínas da Engine House em Point Nepean

Point Nepean marca o ponto sul de The Rip (a entrada para Port Phillip ) e o ponto mais ocidental da Península Mornington, em Vitória, [[Austrália]]. Foi nomeado em 1802 em homenagem ao político britânico e administrador colonial Sir Evan Nepean por John Murray no HMS Lady Nelson. Seu litoral e águas adjacentes estão incluídas no Parque Nacional Marinho de Port Phillip Heads, enquanto sua área terrestre faz parte do Parque Nacional Point Nepean. O ponto inclui Cheviot Beach em seu lado sul, notável como o local do desaparecimento em 1967 do então primeiro-ministro da Austrália, Harold Holt .

## História
Evidências de assentamento aborígine australiano na área datam de 40.000 anos. Point Nepean foi um local de nascimento de mulheres do povo Bunurong. O nome Bunurung para o ponto é Boona-djalang, que significa 'couro de canguru', descritivo da forma angular do ponto semelhante a um couro esticado. Existem 70 sítios arqueológicos aborígines registrados no Parque Nacional Point Nepean.
O calcário foi extraído das falésias costeiras desde os primeiros dias da colonização britânica e dois fornos de cal foram construídos por volta de 1840.  A Estação de Quarentena de Point Nepean foi inaugurada em 1852 e é a segunda estação de quarentena intacta mais antiga da Austrália. Ele contém os edifícios mais antigos erguidos para fins de quarentena na Austrália, quatro dos principais edifícios hospitalares (estabelecidos em 1857), anteriores às estruturas intactas mais antigas relacionadas à quarentena em North Head, Sydney, em 16 anos. A Estação de Quarentena funcionou até 1980. 
O primeiro grande derramamento de óleo da Austrália ocorreu em Point Nepean em 1903, com o naufrágio do SS Petriana . Permaneceu como o maior derramamento de óleo da Austrália até 1975.
A agência postal de Point Nepean foi inaugurada em 1º de abril de 1859, mas foi fechada em 1865. Fortificações foram construídas a partir de 1878. Baterias de armas foram instaladas em Fort Nepean em 1886 e Eagles Nest em 1888. Uma bateria de armas foi construída em Fort Pearce em 1911. Com a retirada da artilharia de costa após a Segunda Guerra Mundial, as instalações abrigaram a Escola de Cadetes de Oficiais (OCS) de Portsea e posteriormente a Escola de Saúde do Exército de 1951 a 1998.

## Terra
Partes de Point Nepean foram declaradas parque nacional em 1988. O governo australiano ofereceu vender o terreno ao governo do estado de Vitória em 1998 e novamente em 2001, mas o estado rejeitou a oferta.
Em 2002, o Departamento de Defesa propôs a venda de 311 ha (770 acres) de terra para desenvolvimento, retendo 1.6 ha (4.0 acres) que continham solo contaminado e munições não detonadas . A proposta de venda foi abandonada em 2003 após forte protesto da comunidade. Em 2004, 90 ha (220 acres) de terras de Defesa foram transferidos para o Point Nepean Community Trust do governo da Commonwealth, que administrava a antiga Estação de Quarentena até que a terra fosse transferida para o governo de Victoria em 8 de junho de 2009. A Commonwealth também transferiu 205 ha (510 acres) de mata nativa (antiga área de campo de tiro) para Parks Victoria e os 17.6 ha (43 acres) para a Península de Shire of Mornington para uso comunitário.
A antiga Estação de Quarentena foi aberta à comunidade como parte do Parque Nacional Point Nepean em dezembro de 2009; e a área agora é administrada por Parks Victoria como parte do Mornington Peninsula National Park e do Arthurs Seat State Park ..

## Militares

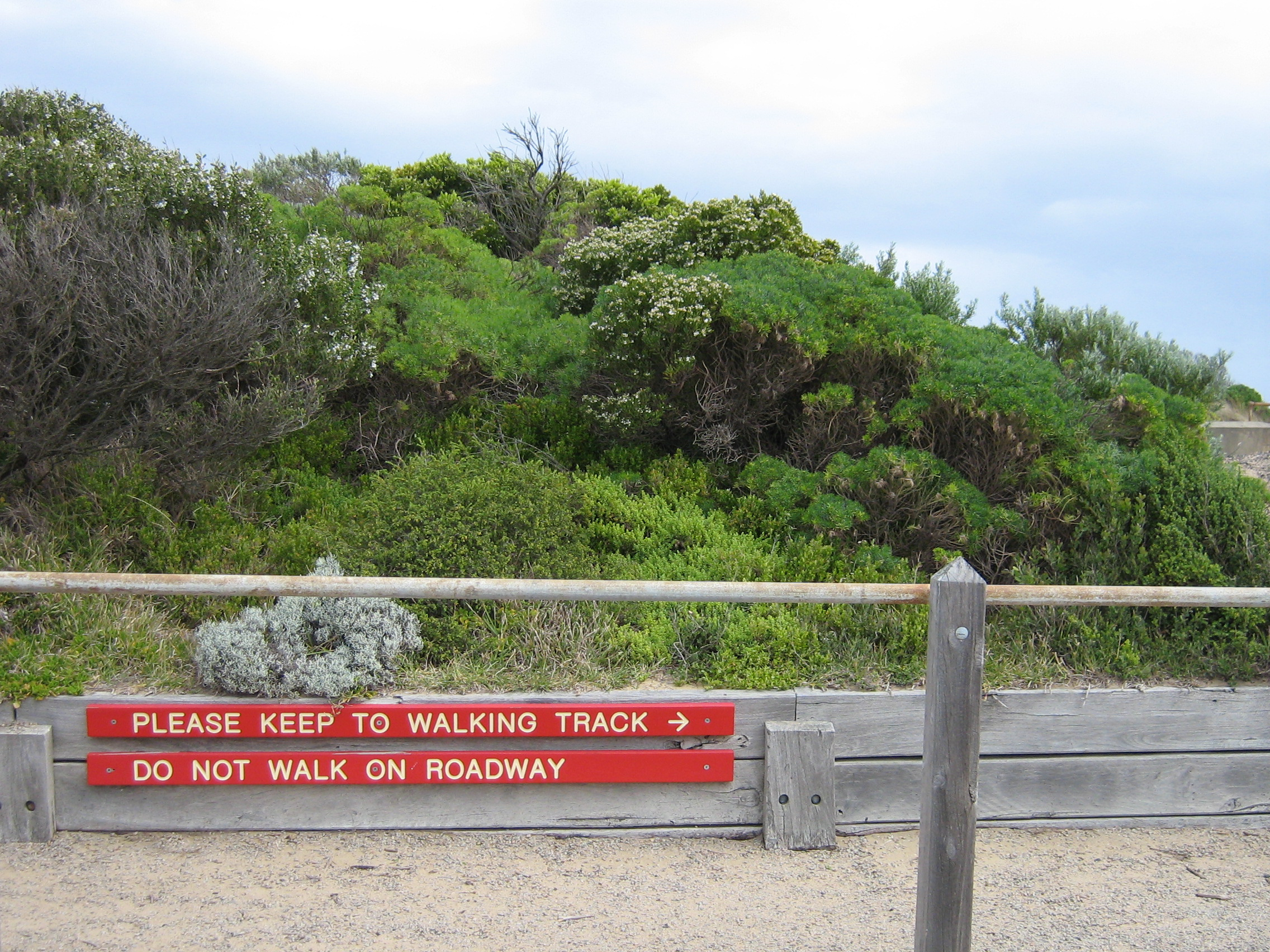
Trilha costeira de Point Nepean.

As fortificações foram construídas em terra a partir de 1878. Baterias de armas foram instaladas em Fort Nepean em 1886 e em Eagles Nest em 1888. Quartéis foram construídos em Fort Pearce. Com a retirada da artilharia costeira após a Segunda Guerra Mundial, as instalações abrigaram a Officer Cadet School (OCS) Portsea de 1951 a 1985 e, posteriormente, a Escola de Saúde do Exército até 1998. 3.544 oficiais cadetes se formaram como oficiais do Exército na OCS Portsea (incluindo 30 RAAF oficiais e 688 oficiais estrangeiros) com 20 graduados mortos em ação no exterior, incluindo Malásia, Bornéu, Vietnã do Sul, Camboja e Filipinas.

## Ambiente

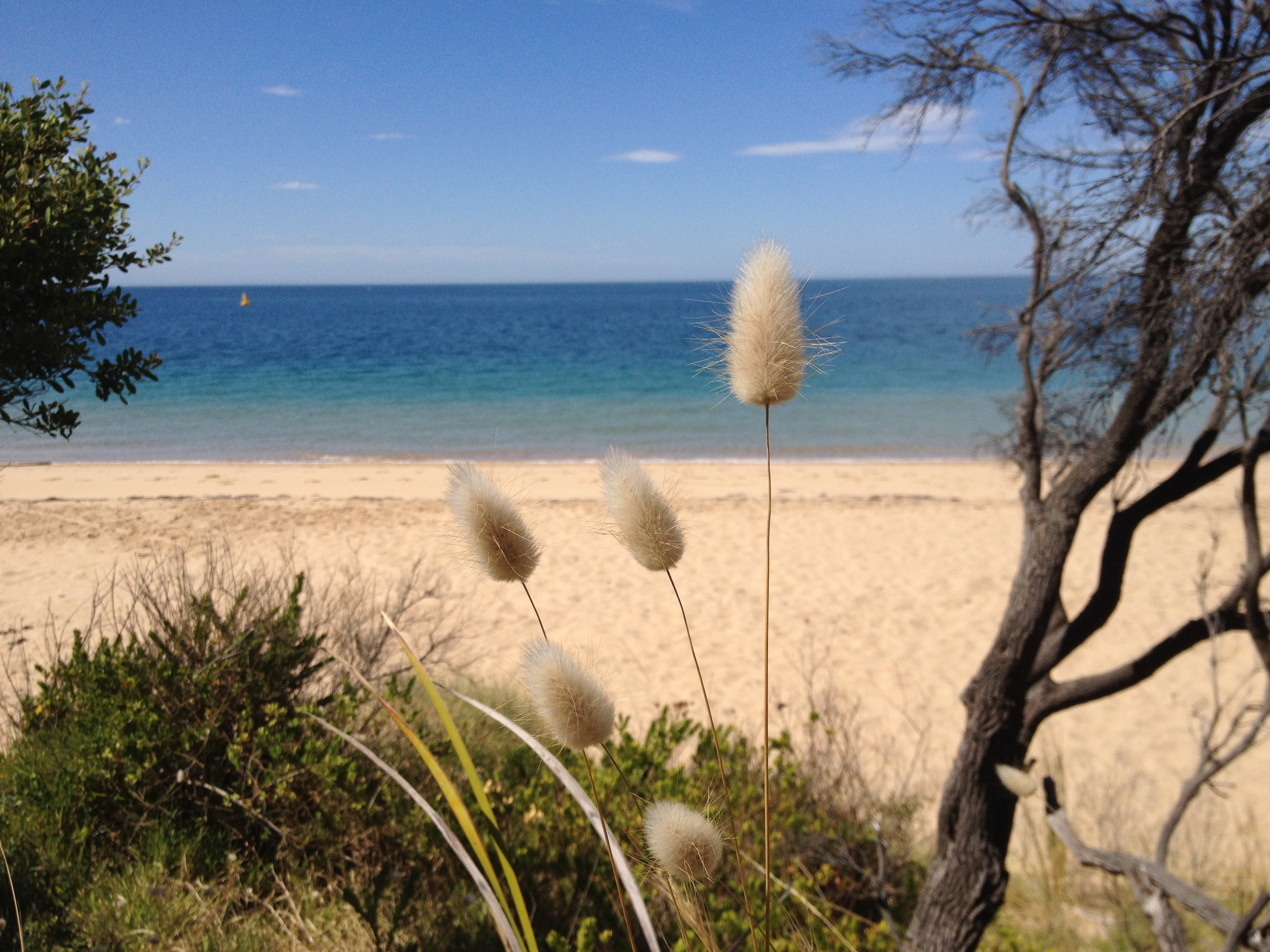
Hare's Tail na caminhada entre Quarantine Station e Gunners Cottage

A costa de Point Nepean contém plataformas de recifes intertidais com alta diversidade de invertebrados, bem como recifes subtidais com diversas comunidades de peixes, invertebrados e organismos incrustantes, como ascídias e briozoários . 